# Irma Schneider
Irma Schneider   (Suïssa, valor desconegut - valor desconegut, valor desconegut) fou una voluntària del Servei Civil Internacional que va participar en l'Ajuda Suïssa als infants damnificats de la guerra d'Espanya.

## Biografia
L'any 1937 es va unir al Servei Civil Internacional (SCI) com a voluntària de l'Ajuda Suïssa als infants damnificats de la guerra d'Espanya, a Madrid i a Burjassot (País Valencià) fins al 1939. Va exercir com a mestra a l'Escola Suïssa de Barcelona a inicis dels anys trenta. La missió principal de Schneider va ser la coordinació de les cantines d'alimentació per a les persones vulnerables i l'acollida d'infants refugiats. Durant la seva missió, va conèixer Rodolfo Olgiati, coordinador de l'Ajuda Suïssa, amb qui va retornar provisionalment a Suïssa per casar-se. El matrimoni va tenir cinc fills.